# Blanka Wladislaw
Blanka Wladislaw   (Varsòvia, 3 de juny de 1917 - São Paulo, 26 de gener de 2012), nascuda Blanka Wertheim, va ser una química nascuda a Polònia i nacionalitzada brasilera.

## Biografia
Blanka Wladislaw va néixer a Polònia. La seva família va emigrar a Brasil quan ella tenia 14 anys. En arribar a São Paulo, la seva família va tenir grans dificultats econòmiques. Blanka va decidir dedicar-se als seus estudis per ingressar a la Universitat de São Paulo i el 1937 ho va fer, ingressant a la Facultat de Filosofia, Ciències i Lletres, graduant-se el 1941. La carrera professional de Wladislaw va començar quan va ser contractada per Indústries Matarazzo, però estava decidida a cursar estudis de postgrau. Al 1949 va completar el seu doctorat, presentant una tesi en què analitzava la conducta de diversos composts de sofre en presència dels catalitzadors de níquel Raney.
Al 1949, es va unir a la facultat de Química Orgànica i Biològica de l'USP per convertir-se en professora a temps complet el 1953. Blanka va obtenir una beca del govern britànic per fer estudis postdoctorals en l'Escola Imperial de Londres sobre electrosíntesis orgànica. A la següent dècada, Wladislaw va treballar amb electroquímica orgànica, novament amb composts de sofre. En tornar a aquest camp d'estudi el 1971, va ser promoguda a professora de temps complet a l'Institut de Química de l'USP i el 1975 va fundar i va dirigir el Departament de Química Fonamental de la Universitat.

### Legat
Blanka Wladislaw va escriure més de 115 articles d'investigació, 171 articles en congressos, quatre certificacions de mestratge i 24 tesis doctorals. Fins i tot després de jubilar-se, va escriure una guia per a l'ensenyament de la química i es va quedar en la Universitat de São Paulo com a professora convidada.